# James Dwight
James Dwight (Paris, 14 de julho de 1852 - 13 de julho de 1917) foi um jogador de tênis norte-americano, que se destacou no começo do esporte, durante os anos 1880.

## Carreira
Chamado de "o pai-fundador do tênis americano", Dwight graduou-se na Universidade de Harvard em 1874 embarcou numa viagem pela Europa, onde conheceu o novo esporte e conseguiu os equipamentos necessários para praticar o tênis nos Estados Unidos. Conseguiu persuadir seu tio para que construísse uma quadra em sua propriedade e ensinou ao seu primo, Fred Sears, as bases do esporte.
Em agosto de 1876, organizaram o que foi provavelmente o primeiro torneio de tênis da história, ainda antes que o primeiro Torneio de Wimbledon, na casa do seu tio, William Appleton, en Nahant, Massachusetts. O torneio foi ganho por Dwight, que derrotou na final a seu primo, Fred Sears, por 12-15/15-7/15-13. Para então, os primos tinham ensinado o jogo para outras pessoas, incluindo outro primo seu, Richard Sears, que se tornaria o campeão dos 7 primeiros US Championships.
Sua melhor atuação no US Championships foi a final alcançada em 1883, perdendo para Richard Sears. Com ele, conseguiu o título de duplas em 5 ocasiões entre 1882 e 1887.
Dwight foi um dos fundadores do US National Lawn Tennis Association (USLTA) em 1881, e trabalhou como seu presidente durante 21 anos. Também foi fundamental na organização do primeiro Desafio Internacional de Tênis entre os Estados Unidos e as Ilhas Britânicas em 1900.
Destro e de baixa estatura, foi também o primeiro americano a jogar em Wimbledon em 1884, junto a Sears e A.L. Rives, e o primeiro a conseguir ganhar uma rodada. Junto a Sears, caíram rotundamente nas semifinais ante os irmãos Ernest e William Renshaw nas duplas. No ano seguinte, participou novamente (numa rara viagem transatlântica naqueles dias) e perdeu nas semifinais frente a Herbert Lawford. Morreu em 1917 e foi uma das seis primeiras pessoas a entrar no International Tennis Hall of Fame em 1955.

## Torneios de Grand Slam

### Finalista Individual (1)
| Ano  | Torneio          | Oponente na final | Resultado   |
| 1883 | US Championships | Richard Sears     | 2-6 0-6 7-9 |

### Campeão Duplas (5)
| Ano  | Torneio          | Parceiro      | Oponentes na final                      | Resultado           |
| 1882 | US Championships | Richard Sears | Crawford Nightingale G.M. Smith         | 6-2 6-4 6-4         |
| 1883 | US Championships | Richard Sears | Alexander van Renssalaer Arthur Newbold | 6-0 6-2 6-2         |
| 1884 | US Championships | Richard Sears | Alexander van Renssalaer Arthur Newbold | 6-4 6-1 8-10 6-4    |
| 1886 | US Championships | Richard Sears | Godfrey Brinley Howard Taylor           | 7-5 5-7 7-5 6-4     |
| 1887 | US Championships | Richard Sears | Henry Slocum Howard Taylor              | 6-4 3-6 2-6 6-3 6-3 |